# Ledene steze
Ledene steze (v izvirniku angleško Cool Runnings) je ameriški komični film iz leta 1993, ki ga je navdihnil debi jamajške ekipe v bobu na Zimskih olimpijskih igrah 1988 v Calgaryju (Kanada). Film je režiral Jon Turteltaub, izšel je pri Walt Disney Pictures.
Film je ob predvajanju v kinodvoranah po vsem svetu prinesel 154.856.263 dolarjev prihodkov, od tega slabih 69 milijonov v ZDA in Kanadi.

## Zgodba
Irving »Irv« Blitzer je nekdanji ameriški športnik, dvakratni zmagovalec v bobu na Zimskih olimpijskih igrah 1968, ki je ponovno zmagal v dveh disciplinah na Zimskih olimpijskih igrah 1972, a je bil zaradi goljufanja diskvalificiran. Osramočen se je upokojil, preselil na Jamajko in je zdaj debelušen možakar srednjih let, ki dela kot pobiralec stav. K njemu pristopi tekač Derice Bannock, ki se ni uspel kvalificirati za nastop na Poletnih olimpijskih igrah 1988, ker ga je spotaknil drug tekmovalec. Z njim je prvak v potiskanju vozičkov Sanka Coffie in skupaj ga poskušata prepričati, da bi bil trener jamajške ekipe v bobu na Zimskih olimpijskih igrah 1988. Pridruži se jim še Yul Brenner, ki ga je prav tako spotaknil nasprotnik v kvalifikacijah za OI 1988 in počasi jim uspe prepričati Blitzerja, da vodi projekt. Pričnejo s trimesečnim treningom, za katerega sprva kaže, da bo polomija, a se vsi vendarle privadijo na šport. Ko s težavo pridobijo še sponzorja, odpotujejo v Calgary.
Tam jih ostali tekmovalci ponižujejo in šikanirajo. Nastop prvega dne je polomija in ekipa konča na zadnjem mestu. V drugem nastopu se izkažejo bolje in se z dobrim časom uvrstijo na osmo mesto. Finalni nastop pričnejo odlično in sprva kaže, da bodo podrli svetovni hitrostni rekord, a se jim tik pred ciljem odlomi drsalka in njihov bob se prevrne. Kljub polomu ekipa pobere bob in ga nese čez ciljno črto ob vedno močnejšem aplavzu gledalcev.
Ekipa se po tej izkušnji počuti dovolj zrelo, da ponovi nastop štiri leta kasneje. Epilog nakaže, da so se vrnili na Jamajko kot heroji in so bili na naslednjih Zimskih olimpijskih igrah obravnavani kot enakovredni nasprotniki.

## Igralska zasedba
- John Candy kot Irving »Irv« Blitzer
- Leon kot Derice Bannock
- Doug E. Doug kot Sanka Coffie
- Malik Yoba kot Yul Brenner
- Rawle D. Lewis kot Junior Bevil
- Kristoffer Cooper kot Winston
- Peter Outerbridge kot Josef Grull
- Winston Stona kot Mr. Coolidge
- Charles Hyatt kot Whitby Bevil (Juniorjev oče)
- Bertina Macauley kot Joy Bannock
- Pauline Stone Myrie kot Sankova mati

## Primerjava z resničnimi dogodki
Film je navdihnil resnični debitantski nastop jamajške ekipe na OI 1988, kjer je ekipa s težavo pridobila sponzorja in se je v enem od nastopov res ponesrečila, tu pa se podobnost z resničnimi dogodki konča. Vse osebe so izmišljene; v resnični ekipi ni sodeloval noben šprinter, imela pa je več trenerjev, noben od katerih ni bil obtožen nikakršnega goljufanja na predhodnih olimpijskih igrah. Ameriška ekipa od OI 1948 do leta 1993, ko je film izšel, ni zmagala v bobu na olimpijskih igrah. Dvakratni prejemnik zlate medalje na OI 1968 je bil italijan Eugenio Monti.
V filmu je tekmovanje sestavljeno iz treh spustov, v resnici pa se tekmuje dvakrat, na dva zaporedna dneva. V filmu se ekipa ponesreči med finalnim nastopom, v katerem je bila tik pred postavitvijo svetovnega hitrostnega rekorda, in nato nese svoj bob čez ciljno črto. V resnici se je nesreča zgodila že pred finalom (zaradi česar je bila ekipa diskvalificirana), po vmesnih časih so bili uvrščeni okrog desetega mesta. Tekmovalci so nato potiskali bob do konca steze.